# Kelani Jordan
Lea Mitchell (Boynton Beach, Florida; 14 de octubre de 1998) es una luchadora profesional estadounidense. Ahora trabaja para la empresa WWE en la marca NXT bajo el nombre de Kelani Jordan.

## Carrera

### WWE (2023–presente)
El 27 de junio de 2023 en NXT Gold Rush, Jordan hizo su debut como protegida de Dana Brooke. Pero la historia entre ambas fue rápidamente descartada cuando Brooke fue liberada de su contrato el 21 de septiembre. El 30 de septiembre en NXT No Mercy, Jordan se enfrentó a Blair Davenport en el kickoff del programa, donde fue derrotada. En el episodio del 28 de noviembre de NXT, Jordan derrotó a Kiana James para avanzar al Iron Survivor Challenge en NXT Deadline, donde falló en ganar la lucha final. El 6 de abril de 2024 en NXT Stand & Deliver, se alió con Fallon Henley y Thea Hail de Chase University para vencer a Jacy Jayne, Kiana James, e Izzi Dame, en una lucha por equipos de tres contra tres.

## Vida personal
Ahora tiene una relación con el también luchador Christian Brigham, quien al igual que ella trabaja en NXT, donde es conocido como Carmelo Hayes.
Antes de la lucha libre, se desempeñó como gimnasta colegial y compitió para el equipo de gimnasia de la Universidad Estatal de Míchigan.

## Campeonatos y logros
- WWE
  - NXT Women's North American Championship (1 vez, inaugural)